# 永井啓弍
永井 啓弐（ながい けいじ、1935年1月25日 - 2025年7月23日）は、日本の実業家、馬主。
トヨタカローラ三重株式会社の重役を歴任したほか、馬主として「スズカ」などの冠名で知られ、宝塚記念などを制したサイレンススズカや天皇賞馬スズカマンボといった競走馬を所有。中京馬主協会会長も務めた。現在の馬主登録上の表記は永井 啓弍で、2001年6月7日付で変更されている。
レーシングドライバーでトヨタカローラ三重代表取締役社長、トヨタホーム三重代表取締役社長の永井宏明と同じくレーシングドライバーでネッツトヨタノヴェル三重代表取締役社長である永井秀貴は息子。

## 馬主活動

永井の勝負服

日本中央競馬会（JRA）に登録する馬主としても知られる。勝負服の柄は緑、黄袖緑一本輪であり、地方競馬・水沢競馬場（岩手）所属騎手の岩本怜が同じ柄の勝負服を使用している。冠名は預ける厩舎によって使い分けており、2023年現在は鈴鹿山脈に由来する「スズカ」（主に橋田満厩舎）のほか、「三重県鈴鹿」に由来する「ミスズ」（主に加藤敬二厩舎）、読み替えた「サンレイ」を主に使用している。過去には、「三重県」および「太陽（Sun）」より「サン」（主に高橋成忠厩舎）、「鈴峰」より「レイホー」も用いられた。
なお、本名名義のほか、「永井商事株式会社」の名義でも競走馬を所有していた。詳細は後述。
個人名義ではJRA通算683勝を挙げ、GI・3勝を含む重賞24勝。

### 来歴
- 1966年 - 馬主資格取得[1]

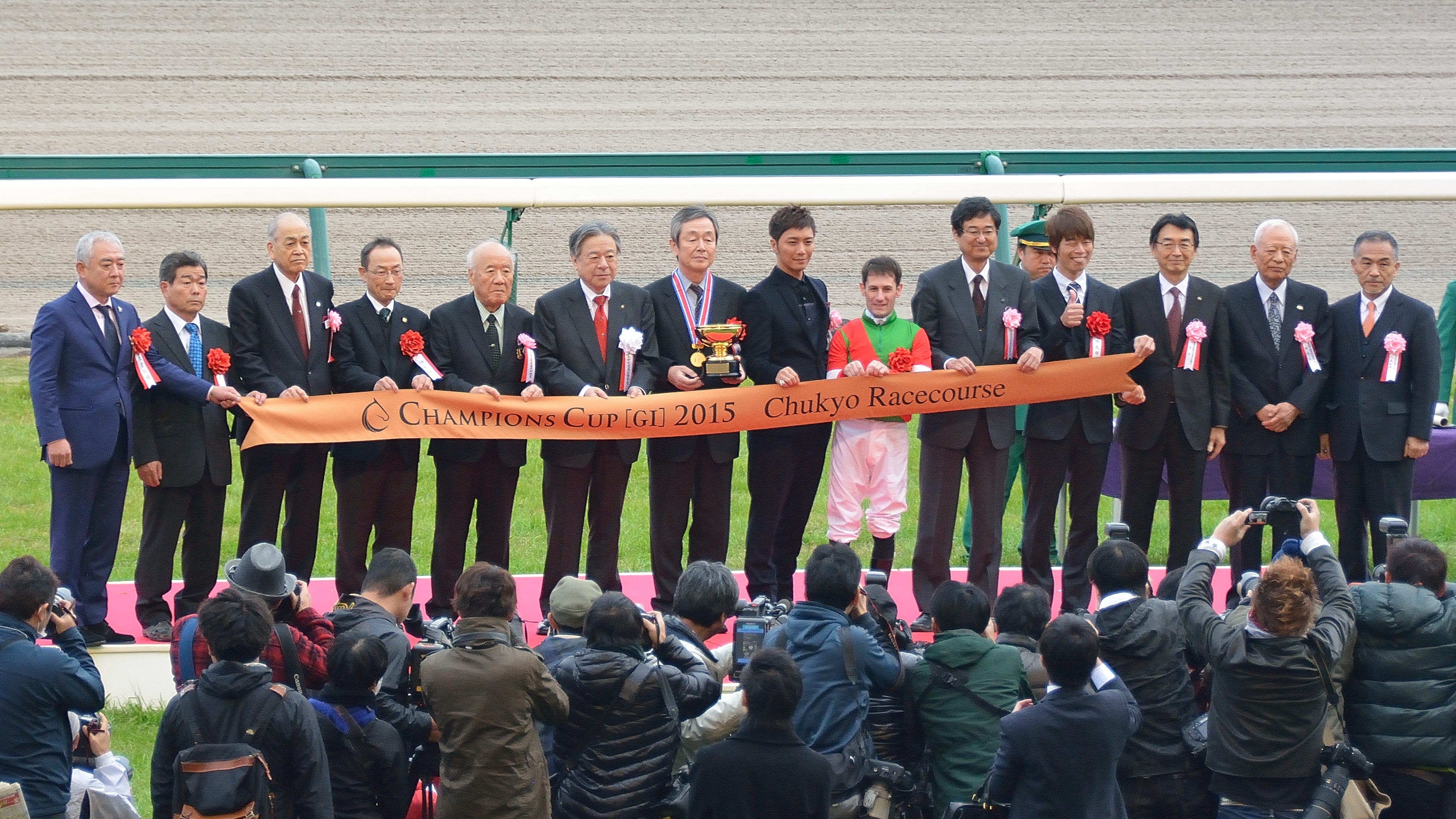
中京馬主協会会長として、第16回チャンピオンズC表彰式に出席（2015年）

- 1998年 - 宝塚記念をサイレンススズカが制し、自身のGI競走初制覇、また馬主として、父・永一（1985年スズカコバン）に次いで馬主として同レースの親子制覇を達成した。
- 2003年 - 一般社団法人中京馬主協会の第5代会長理事に就任（ - 2019年）[11]。
- 2009年 - 菊花賞をスリーロールス（永井商事名義）が制し、クラシック競走初制覇。
- 2025年7月23日 - 老衰のため死去[12]。90歳没。

## 主な所有馬

### GI級競走優勝馬
- サイレンススズカ（1998年宝塚記念、毎日王冠、金鯱賞、中山記念、小倉大賞典）
- スズカマンボ（2005年天皇賞・春、2004年朝日チャレンジカップ）
- スズカフェニックス（2007年高松宮記念、阪神カップ、東京新聞杯）

### 重賞競走優勝馬
- ロイヤルスズカ（1998年スワンステークス、1997年ダービー卿チャレンジトロフィー）
- ゴーイングスズカ（1998年目黒記念、2000年福島記念）
- ミスズトニーオー（1999年新潟グランプリ）
- ミスズシャルダン（2001年小倉大賞典）
- ミレニアムスズカ（2002年阪神ジャンプステークス）
- スズカドリーム（2003年京成杯）
- サンレイジャスパー（2007年小倉記念）
- スズカコーズウェイ（2009年京王杯スプリングカップ）
- サンレイデューク（2014年東京ハイジャンプ、2015年阪神スプリングジャンプ）
- スズカデヴィアス（2018年新潟大賞典）
- スズカプレスト（2020年京都ハイジャンプ）
- サンレイポケット（2021年新潟大賞典）

### その他の所有馬
- シアトルスズカ（種牡馬、1995年札幌記念2着）
- ラスカルスズカ（種牡馬、2000年天皇賞・春2着、1999年菊花賞3着）

## 永井商事名義の主な所有馬

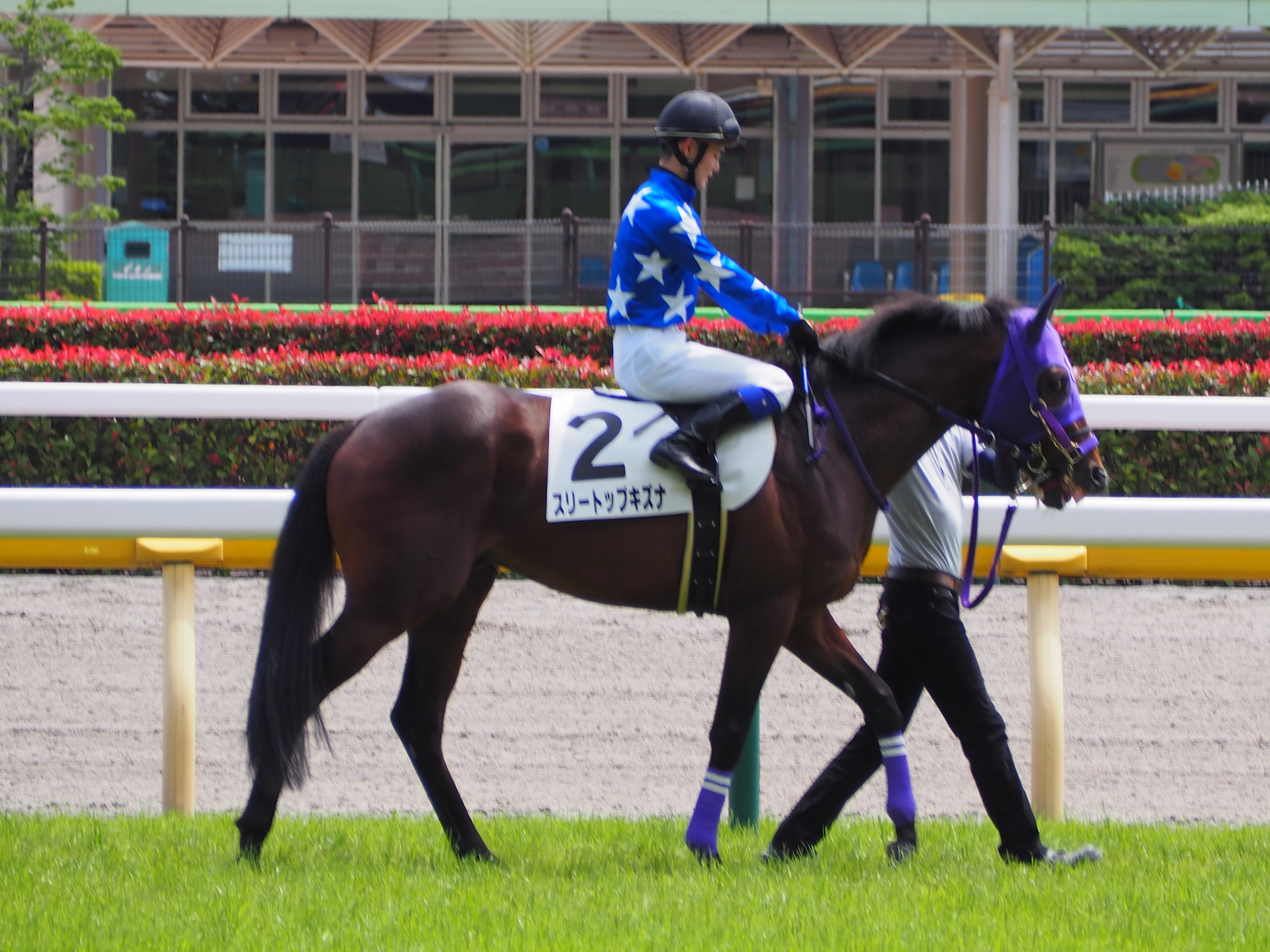
永井商事の勝負服を着用した永野猛蔵、騎乗馬スリートップキズナ

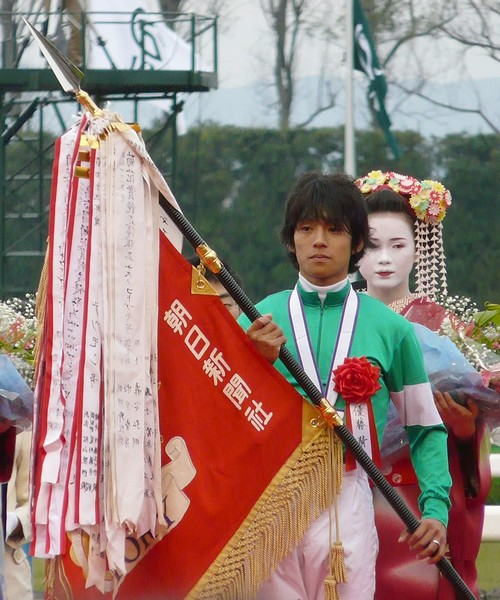
永井商事の勝負服（旧デザイン）を着用した浜中俊

父の永一が仲間と設立した会社で、勝負服の柄は青、白星散。以前は緑、緑袖白一本輪を使用していた。冠名には三重県からの連想で「スリー」を用いる。かつては「カローラ三重商事」と呼ばれていた。
2021年頃、法人の代表者が息子の永井秀貴に変更されている。

### GI級競走優勝馬
- スリーロールス（2009年菊花賞）

### 重賞競走優勝馬
- スリーヨーク（1974年朝日チャレンジカップ、1976年京都金杯、中日新聞杯）
- スリーフラム（1975年きさらぎ賞）
- スズカハード（1975年金鯱賞）
- スリーファイヤー（1978年金鯱賞）[注 3]
- スリーコース（1994年東海クイーンカップ、1995年根岸ステークス3着）[注 4]
- スリーアベニュー（2007年ガーネットステークス）
- スリーオペレーター（2007年阪神スプリングジャンプ）

## 受章
- 藍綬褒章（1997年）[1]
- 旭日小綬章（2005年）[1]